# Gustav Kalivoda
Gustav Kalivoda (* 23. dubna 1920 Brno) byl český fotbalista, který nastupoval jako obránce nebo středopolař.

## Hráčská kariéra
V československé lize hrál za SK Židenice a AFK Bohemia, vstřelil jednu prvoligovou branku.

### Prvoligová bilance
| Ročník          | Zápasy | Góly | Minuty | Klub        |
| --------------- | ------ | ---- | ------ | ----------- |
| I. liga 1941/42 | 22     | 1    | 1 980  | SK Židenice |
| I. liga 1942/43 | 22     | 0    | 1 980  | SK Židenice |
| I. liga 1943/44 | 4      | 0    | 360    | SK Židenice |
| I. liga 1943/44 | 1      | 0    | 90     | AFK Bohemia |
| CELKEM I. LIGA  | 49     | 1    | 4 410  |             |